# Nid d'amour
Pour plus de détails, voir Fiche technique et Distribution.
Nid d'amour (Love Nest) est un film américain en noir et blanc réalisé par Joseph Newman, sorti en 1951. 
Il s'agit de l'adaptation du roman de Scott Corbett, The Reluctant Landlord (1950).

## Synopsis
Après la fin de la Seconde Guerre mondiale, en 1946. Jim Scott est démobilisé et revient de Paris. Pendant son absence de deux ans et demi, lui et sa femme Connie ont acheté un petit immeuble locatif à New York et vivent désormais dans l'appartement du sous-sol. Jim veut se remettre à écrire mais les problèmes techniques du bâtiment font de lui un concierge à plein temps et engagent de toute façon une charge financière trop élevée pour le jeune couple. Jim a loué à Bobby, un collègue de l'armée américaine en France, un de ses appartements. Il s'avère que le Bobby en question est en fait une très belle Roberta, mannequin de profession, rendue à la vie civile elle aussi.
La vie avec la communauté de locataires est conviviale, et même intéressante. Surtout que l'un d'entre eux, Charley Patterson, est un sexagénaire beau parleur et un séducteur hors pair, semblant traiter des affaires aussi fructueuses que mystérieuses. Il épouse même une voisine. Comme il ne dit pas toute la vérité, Connie commence à avoir des soupçons. Qui est vraiment M. Patterson ?
Finalement, le pot aux roses est découvert : Charley est un escroc qui, depuis une quinzaine d'années, séduit les veuves fortunées et les fait investir dans des affaires tout en lui permettant, à lui, de bien vivre. Il va en prison. Lui et Jim cosignent un livre sur son aventure de Barbe-Bleue moderne ; le livre devient un best-seller. Charley sort de prison et peut vivre avec la femme qu'il aime. L'immeuble ne sera finalement pas vendu : tout est bien qui finit bien.

## Fiche technique
- Titre français : Nid d'amour
- Titre original : Love Nest
- Réalisation : Joseph Newman
- Scénario : I.A.L. Diamond, d'après un roman de Scott Corbett
- Image : Lloyd Ahern
- Musique : Cyril Mockridge
- Costumes : Renie
- Son : Bernard Freericks
- Montage : J. Watson Webb Jr.
- Production : 20th Century Fox
- Pays d'origine : États-Unis
- Durée : 81 min
- Format : noir et blanc - 35 mm - 1,37:1 - son : Mono (Western Electric Recording)
- Dates de la sortie : 
  - États-Unis : 10 octobre 1951
  - France : 24 avril 1952

## Distribution
- June Haver : Connie Scott
- William Lundigan : Jim Scott
- Frank Fay : Charley Patterson
- Marilyn Monroe : Roberta "Bobby" Stevens
- Henry Kulky : George Thompson
- Leatrice Joy : apparition